# Джекі Лавін
Джекі Лавін (англ. Jackie LaVine, 4 жовтня 1929) — американська плавчиня.
Призерка Олімпійських Ігор 1952 року.
Переможниця Панамериканських ігор 1951 року.